# Lissabon (district)
District Lisboa (Lissabon) is een district in Portugal. Met een oppervlakte van 2.761 km² is het het op 14 na grootste district. Het district Lissabon grenst in het noorden aan Leiria, in het oosten aan Santarém, in het zuidoosten aan Setúbal en in het westen aan de Atlantische Oceaan. Het inwonersaantal is 2.275.591 (2021). De hoofdstad van het district en het land is de gelijknamige stad Lissabon.
Tot de hervorming van 2002 hoorde het district volledig bij de regio Lisboa e Valo do Tejo. Daarna werd deze regio wezenlijk kleiner en Região de Lisboa genoemd. Delen van het district horen nu bij de regio's Centro en Alentejo.

## Gemeenten
|  |  | Het district is onderverdeeld in 16 gemeenten (tussen haakjes de regio): - Alenquer (Centro) - Amadora (Lissabon) - Arruda dos Vinhos (Centro) - Azambuja (Alentejo) - Cadaval (Centro) - Cascais (Lissabon) - Lissabon (Lissabon) - Loures (Lissabon) - Lourinhã (Centro) - Mafra (Lissabon) - Odivelas (Lissabon) - Oeiras (Lissabon) - Sintra (Lissabon) - Sobral de Monte Agraço (Centro) - Torres Vedras (Centro) - Vila Franca de Xira (Lissabon) |

## Demografische ontwikkeling
Inwoneraantal x 1.000
Aveiro · Beja · Braga · Bragança · Castelo Branco · Coimbra · Évora · Faro · Guarda · Leiria · Lissabon · Portalegre · Porto · Santarém · Setúbal · Viana do Castelo · Vila Real · Viseu

Autonome regio's van Portugal: Azoren · Madeira